# William Clark Falkner

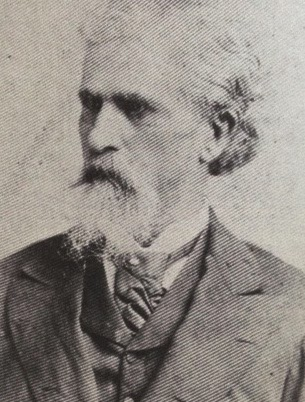
William Clark Falkner

William Clark Falkner (* 6. Juli 1825 im Knox County, Tennessee; † 6. November 1889 in Ripley, Mississippi) war ein Offizier der Confederate States Army und Schriftsteller.
Falkner wurde im Amerikanischen Bürgerkrieg hoch dekoriert. Er schrieb zudem verschiedene Novellen, u. a. den Bestseller The White Rose of Memphis. Im Jahre 1889 wurde er für das Tippah County ins Parlament von Mississippi gewählt und kurz darauf von seinem Gegenkandidaten in Ripley, Mississippi, erschossen. In Ripley steht heute ein Denkmal für Oberst Falkner. Er ist am bekanntesten für den Einfluss, den er auf die Arbeit seines Urenkels, den Schriftsteller William Faulkner, hatte.